# CPython
A CPython a python programozási nyelvnek alapértelmezett, leginkább használt implementációja, amelyet C nyelven írtak. A CPython mellett léteznek  más magas minőségű Python megvalósítások is: Jython, amelyet Java nyelven írtak, PyPy, illetve az IronPython, melyet CLI-ben írtak. Ezeken kívül létezik még több kísérleti megvalósítás is.
A CPython egy bájtkód értelmező. Létezik hozzá külső függvény interfész számos nyelven, beleértve a C-t is, melyben explicit módon írhatunk kötéseket (angolul bindings) Python-tól különböző nyelven.

## Támogatott platformok[2]
| Unix-szerű rendszerek - AIX operációs rendszer - BSD - Darwin - FreeBSD - HP-UX - IRIX 5 és későbbi - Plan 9 from Bell Labs - Mac OS X - NetBSD - Linux - OpenBSD - Solaris - Tru64 - Egyéb Unixok | Speciális rendszerek - GP2X - iPodLinux - Nintendo DS - Nintendo Gamecube - Symbian OS Series60 - Nokia 770 Internet Tablet - Nokia N800 - Nokia N810 - Nokia N900 - Palm OS - PlayStation 2 - PlayStation 3 (Linux) - Psion - QNX - Sharp Zaurus - Xbox/XBMC - VxWorks - Openmoko - iOS - Android | Egyéb rendszerek - AROS - VMS - OS/2 (3.3 nem támogatott) - OS/390 - RISC OS (3.x nem támogatott) - Windows XP/Vista/7/8 - Windows 2000 (3.3 nem támogatott) - z/OS |

### Régebben támogatott platformok
A PEP 11 lista azon platformokról, amelyek nem támogatják a CPythont (zárójelben a verzió, amelytől kezdve nem támogatott). Ezek közül néhány platformon továbbra is lehetséges a Pythont használni portolással. Lásd alább:
- AtheOS (2.6)
- BeOS (2.6)
- DOS (2.0)
- IRIX 4 (2.3)
- Mac OS 9 (2.4)
- MINIX (2.3)
- Windows 3.x (2.0)
- Windows 9x (2.6)
- Windows NT4 (2.6)

### Portolással elérhető rendszerek
Ezek a rendszerek nem támogatottak a Python Software Foundation hivatalos CPython verziójában. Portolt Python verziók (lentebb) gyakran tartalmaznak további platform specifikus funkciókat, mint a grafika és hang API (PSP-nél) és SMS, valamint a kamera API S60-nál.
- Amiga: AmigaPython
- AS/400: iSeriesPython
- DOS, DJGPP használatával: PythonD
- PlayStation Portable: Stackless Python for PSP
- Symbian: Python for S60 Archiválva 2011. július 18-i dátummal a Wayback Machine-ben
- Windows CE/Pocket PC: Python Windows CE port

## Egyidejűség kérdése
A jelentős hátránya a CPython használatának a Globális Interpreter Zárolás (angol rövidítéssel GIL) jelenléte minden CPython értelmező folyamatban, amely gyakorlatilag letiltja egyidejű Python szálak futtatását egy folyamaton belül. Az igazán párhuzamos a multitasking-hoz, külön CPython folyamatot kell futtatni, amelyek között a kommunikáció kivitelezése egy nehéz feladat, de a multiprocess modul csökkenti ezt hátrányt, kissé. Sok vita zajlott arról, hogy eltávolítsák a GIL-t a CPythonból, még azután is, hogy elutasítottak egy Greg Stein által kiadott CPyton patchet, amely hatékonyan helyettesíti a GIL-t egy „finom szemcséjű” zárolásral.

## Verziótörténet
| 2.2                                                                 | 2001-12-21 | 2003-05-30      |
| 2.3                                                                 | 2003-07-29 | 2008-03-11      |
| 2.4                                                                 | 2004-11-30 | 2008-12-19      |
| 2.5                                                                 | 2006-09-19 | 2011-05-26      |
| 2.6                                                                 | 2008-10-01 | 2013-10-29      |
| 2.7                                                                 | 2010-07-03 | 2015 (legalább) |
| 3.0                                                                 | 2008-12-03 | 2009-06-27      |
| 3.1                                                                 | 2009-06-27 | 2014-06         |
| 3.2                                                                 | 2011-02-20 | 2016-02         |
| 3.3                                                                 | 2012-09-29 | 2017-09         |
| 3.4                                                                 | 2014-02-23 |                 |
| Régi verzióRégebbi verzió, támogatottLegújabb verzióJövőbeli kiadás |            |                 |

## Fordítás
Ez a szócikk részben vagy egészben  a   CPython című angol Wikipédia-szócikk ezen változatának fordításán alapul.  Az eredeti cikk szerkesztőit annak laptörténete sorolja fel. Ez a jelzés csupán a megfogalmazás eredetét és a szerzői jogokat jelzi, nem szolgál a cikkben szereplő információk forrásmegjelöléseként.